# Bayerisches Oberstes Landesgericht

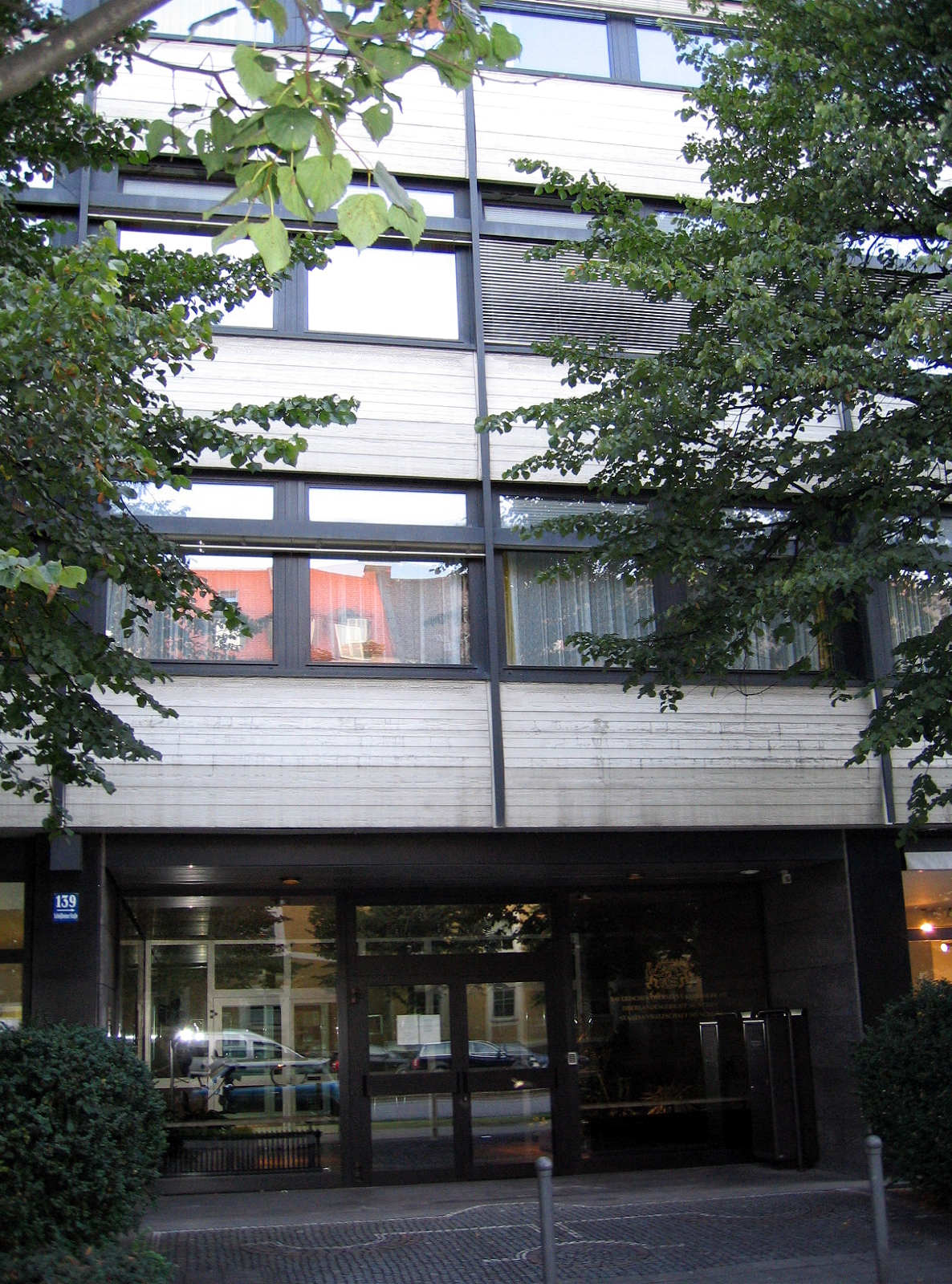
Ehemaliges Gerichtsgebäude des Bayerischen Obersten Landesgerichts in München-Schwabing (1973 bis 2006)

Das Bayerische Oberste Landesgericht (BayObLG) mit Sitz in München und Außensenaten in Nürnberg und Bamberg ist das oberste ordentliche Gericht des Freistaates Bayern. Seine Vorgängergerichte gehen zurück bis auf das Jahr 1625. Ab 1879 war es mit Inkrafttreten der Reichsjustizgesetze unter seiner heutigen Bezeichnung das einzige oberste Landesgericht in Deutschland nach § 8 EGGVG. 1935 durch die nationalsozialistischen Machthaber aufgelöst, wurde es nach dem Zweiten Weltkrieg wiedererrichtet und hatte seinen Sitz in München. 2006 wurde es aufgelöst. Auf Initiative des Ministerpräsidenten Markus Söder beschloss der Bayerische Landtag 2018, das Gericht zum 15. September desselben Jahres wieder einzurichten.

## Geschichte
Nachdem Kaiser Ferdinand II. 1620 dem Herzogtum Bayern (ab 1623 Kurfürstentum Bayern) das Privilegium de non appellando verliehen hatte, wurde am 17. April 1625 das Revisorium eingerichtet, das für Bayern an die Stelle des Reichskammergerichtes als letzte Instanz trat. Das Revisorium des Königreichs Bayern wurde 1809 durch das Oberappellationsgericht in München abgelöst.
1879, wenige Jahre nach der deutschen Reichsgründung, wurde das Oberappellationsgericht durch das reichseinheitliche Gerichtsverfassungsgesetz aufgehoben. An seine Stelle trat als Revisionsinstanz das aufgrund der Clausula Bavarica in § 8 EGGVG und § 7 EGZPO neu errichtete Bayerische Oberste Landesgericht. Als im Jahr 1900 das Bürgerliche Gesetzbuch in Kraft trat und das Reichsgericht in Leipzig zur umfassenden Revisionsinstanz in streitigen Zivilsachen wurde (Art. 6 EGBGB), übertrug der Gesetzgeber als Ausgleich die Revisionen in Strafsachen und die weiteren Beschwerden in Angelegenheiten der freiwilligen Gerichtsbarkeit auf das BayObLG (vgl. § 9 EGGVG, § 199 FGG).
Nach der Machtergreifung der Nationalsozialisten wurde der Richter Alfred Neumeyer, seit 1929 an dem Gericht tätig, mit dem Berufsbeamtengesetz wegen seiner jüdischen Herkunft entlassen. Unter dem damaligen Präsidenten Gustav Müller erarbeitete der Richter Johann David Sauerländer 1934 eine Beschlussvorlage, in der deutsche Richter zum Widerstand gegen den Nationalsozialismus aufgerufen wurden. Allerdings verbrannte Müller diese vor der Veröffentlichung, da er das Vorhaben für zu gefährlich hielt. Zum 1. April 1935 wurde das BayObLG durch die nationalsozialistischen Machthaber aufgelöst.
Zum 1. Juli 1948 wurde es wiedererrichtet. Es war zuständig für Revisionen gegen erstinstanzliche Zivilurteile der Landgerichte, sofern deren Zuständigkeit ausschließlich war, und gegen Strafurteile der Schwurgerichte; außerdem für Vorlegungen von Revisionen und Beschwerden durch die Land- und Oberlandesgerichte, subsidiär für die Bestimmung des zuständigen Gerichts und als Oberstes Fideikomissgericht; angegliedert war der Gerichtshof für Kompetenzkonflikte. Infolge der Änderung des Gerichtsverfassungsgesetzes und der Errichtung des Bundesgerichtshofs erfuhr die Zuständigkeit 1950 in Strafsachen und Angelegenheiten der freiwilligen Gerichtsbarkeit wieder eine Erweiterung, in streitigen Zivilsachen (gemäß § 8 EGGVG neu) eine Beschränkung auf Landesrecht. Es bestanden bis zu fünf Zivil-, sechs Straf- und drei Bußgeldsenate.
Ministerpräsident Edmund Stoiber kündigte in seiner Regierungserklärung vom 6. November 2003 an, das Bayerische Oberste Landesgericht zur Kosteneinsparung abzuschaffen und dessen Aufgaben den drei in Bayern bestehenden Oberlandesgerichten zu übertragen. Dies geschah durch Beschluss des Landtags vom 20. Oktober 2004 zum 30. Juni 2006, obwohl dagegen in der Fachwelt massive Einwände erhoben wurden. Die Verfahren, die bisher in die Zuständigkeit des Bayerischen Obersten Landesgerichts fielen, verteilten sich dann auf das Oberlandesgericht München (Zivil- und Strafsachen aus dem OLG-Bezirk München, Beschwerdeverfahren gegen Entscheidungen der Vergabekammern Nord- und Südbayern), das Oberlandesgericht Bamberg (Zivil- und Strafsachen aus dem OLG-Bezirk Bamberg und Rechtsbeschwerden nach dem Gesetz über Ordnungswidrigkeiten und dem Wirtschaftsstrafgesetz aus ganz Bayern) sowie auf das Oberlandesgericht Nürnberg (Zivil- und Strafsachen aus dem OLG-Bezirk Nürnberg). Die Zivilprozesse gingen in die Zuständigkeit des Bundesgerichtshofs über. 2019 sollte ein Gesamteinsparvolumen von rund 1,2 Mio. EUR jährlich erreicht werden.
In seiner Regierungserklärung vom 18. April 2018 kündigte Ministerpräsident Söder die Wiedererrichtung des Bayerischen Obersten Landesgerichtes mit Sitz in München und Außensenaten in Nürnberg und Bamberg an. Der Landtag beschloss am 11. Juli 2018 ohne Gegenstimmen, das Gericht zum 15. September 2018 wieder einzurichten. Am 17. September 2018 wurde Gerichtspräsident Hans-Joachim Heßler mit einem Festakt in der Münchner Residenz in sein neues Amt eingeführt. Mit Wirkung vom 16. Dezember 2018 wurde Manfred Götzl zum Vizepräsidenten ernannt. Seit 1. Oktober 2021 ist Andrea Schmidt, vormals Präsidentin des Landgerichts München I,  Präsidentin des Bayerischen Obersten Landesgerichts;; Vizepräsident ist Paul Heinrichsmeier.

## Organisation und Besetzung
Beim Obersten Landesgericht bestehen drei Zivilsenate in München und sieben Strafsenate (1. und 2. in Bamberg, zugleich Bußgeldsenate; 3. und 4. in Nürnberg; 5., 6. und 7. in München). Der Zivilsenat entscheidet in der Besetzung mit fünf, die Strafsenate in der Besetzung mit drei Richtern (§ 10 Abs. 2 EGGVG, §§ 122, 139 GVG). Seit 1. Januar 2021 besteht auch ein Vergabesenat für Entscheidungen über die sofortige Beschwerde gegen Entscheidungen der Vergabekammer (§ 171 Abs. 1 und 2 GWB).
Weiter bestehen vier berufsgerichtliche Spruchkörper: die Strafsenate in Nürnberg als Landesberufsgericht für die Heilberufe (Art. 68 HKaG) und Landesberufsgericht nach dem Baukammerngesetz (Art. 28 BauKaG); in München zwei Senate für Steuerberater- und Steuerbevollmächtigtensachen (§ 59 GZVJu) und das Disziplinargericht für Notare (§ 2 NotV). Sie entscheiden in der Besetzung mit drei Berufs- und zwei ehrenamtlichen Richtern bzw. im Falle des erstinstanzlichen Disziplinargerichts für Notare mit zwei Richtern und einem Notar.
Der Präsident und ein Richter jedes Strafsenats bilden bei Bedarf den Großen Senat für Strafsachen; der Präsident und zwei Richter des Zivilsenats den Großen Senat für Zivilsachen (Art. 11 Abs. 2 AGGVG). Letzterer ist, solange nur ein Zivilsenat besteht, an sich obsolet, bildet aber bei Bedarf mit dem Großen Senat für Strafsachen die Vereinigten Großen Senate (§ 10 Abs. 1 EGGVG, § 132 GVG).
18 richterliche Stellen waren im Mai 2019 besetzt:
- Präsident (Besoldungsgruppe R 8)
- Vizepräsident (R 4)
- eine Vorsitzende Richterin und vier Vorsitzende Richter (R 4)
- fünf Richterinnen und sechs Richter (R 3).

Der Stellenplan weist gemäß Haushaltsnachtragsplan 2018 38 Stellen aus (Präsident, Vizepräsident, 11 Vorsitzende Richter, 25 Richter), der Stellenplan 2022 sieht Präsident, Vizepräsident, 11 Vorsitzende Richter und 28 Richter vor (41 Stellen).
Die staatsanwaltlichen Geschäfte nimmt die Staatsanwaltschaft beim Oberlandesgericht München wahr (Art. 13 Abs. 2 AGGVG).

## Zuständigkeit
In Zivilsachen entscheidet das BayObLG seit dem 15. September 2018 wieder
- statt des Bundesgerichtshofs über das Rechtsmittel der Revision, der Nichtzulassungs- und Rechtsbeschwerden, wenn im Wesentlichen bayerische Landesnormen (insbesondere im AGBGB, z. B. Nachbarrecht) entscheidungserheblich sind (Art. 11 AGGVG, § 8 EGGVG, § 7 EGZPO)
- bei der Bestimmung des zuständigen Landesgerichts (§ 36 ZPO, § 9 EGZPO).

Die (Rück-)Übertragung von Angelegenheiten der freiwilligen Gerichtsbarkeit lässt das FamFG nicht zu.
In Straf- und Bußgeldsachen entscheidet das BayObLG ab dem 1. Februar 2019 wieder
- statt der Oberlandesgerichte in Revisionen gegen Berufungsurteile des Landgerichts oder bei Sprungrevisionen gegen Urteile des Amtsgerichts (Art. 12 Nr. 1 AGGVG, § 9 EGGVG); zuständig sind die Strafsenate in München, Bamberg und Nürnberg jeweils für den betreffenden Oberlandesgerichtsbezirk
- über Rechtsbeschwerden gegen Entscheidungen der landgerichtlichen Strafvollstreckungs- und Jugendkammern in Strafvollzugssachen (§ 54a GZVJu, § 121 Abs. 3 Satz 1 GVG); zuständig sind die auswärtigen Strafsenate in Nürnberg (Art. 5 Abs. 3 Nr. 3 AGGVG).
- über Rechtsbeschwerden gegen Entscheidungen des Amtsgerichts in Bußgeldsachen und in Angelegenheiten der internationalen Rechtshilfe in Strafsachen (Art. 12 Nr. 2 AGGVG); zuständig sind die auswärtigen Straf- und Bußgeldsenate in Bamberg (Art. 5 Abs. 2 Nr. 2 AGGVG).

Weitere Rückübertragung von Zuständigkeiten ab dem 1. Februar 2019:
- Entscheidungen über Justizverwaltungsakte (Art. 12 Nr. 3 AGGVG, § 25 EGGVG); in Angelegenheiten der Strafrechtspflege und des Vollzugs sind die auswärtigen Strafsenate in Nürnberg zuständig (Art. 5 Abs. 3 Nr. 2 AGGVG).
- berufsgerichtliche Verfahren zweiter Instanz nach dem Heilberufe-Kammergesetz, dem Baukammerngesetz und dem Steuerberatungsgesetz; zuständig sind die auswärtigen Strafsenate in Nürnberg (Art. 68 HKaG, Art. 28 BauKaG) bzw. der Senat für Steuerberater- und Steuerbevollmächtigtensachen in München (§ 59 GZVJu).
- Disziplinarverfahren erster Instanz nach der Bundesnotarordnung; zuständig ist das Disziplinargericht für Notare in München (§ 2 NotV).

Weitere Zuweisungen durch Rechtsverordnung erfolgten mit Wirkung zum 1. Mai 2020:
- gerichtliche Entscheidung in schiedsrichterlichen Angelegenheiten nach § 1062 der Zivilprozessordnung
- Entscheidungen nach § 6 Abs. 1 Satz 1 KapMuG
- Verhandlung und Entscheidung von Musterfeststellungsverfahren nach Buch 6 der Zivilprozessordnung
- Entscheidung über Beschwerden nach § 99 Abs. 3 Satz 2 des AktG
- Entscheidung über Beschwerden nach § 27 des Einführungsgesetzes zum Aktiengesetz in Verbindung mit § 99 Abs. 3 Satz 2 des Aktiengesetzes
- Entscheidung über Beschwerden nach § 189 Abs. 3 Satz 1 und § 191 Satz 1 VAG in Verbindung mit § 99 Abs. 3 Satz2 und § 132 Abs. 3 Satz 1 des Aktiengesetzes
- Entscheidung über Beschwerden nach § 260 Abs. 3 Satz 1 des Aktiengesetzes in Verbindung mit § 99 Abs. 3 Satz 2 des Aktiengesetzes
- Entscheidung über Beschwerden nach § 12 Abs. 1 SpruchG
- Entscheidung über Beschwerden nach § 51b Satz 1 GmbHG in Verbindung mit § 132 Abs. 3 Satz 1 und § 99 Abs. 3 Satz 2 des Aktiengesetzes
- Entscheidung über Beschwerden nach § 10 Abs. 4 UmwG und nach § 10 Abs. 1 Satz 3 UmwG in Verbindung mit § 318 Abs. 5 Satz 3 des Handelsgesetzbuchs, jeweils in Verbindung mit § 30 Abs. 2 Satz 2, § 36 Abs. 1 Satz 1, § 44 Satz 1, § 48 Satz 1, §§ 60, 81 Abs. 2, § 100 Satz 1 und § 125 UmwG, Seite 3
- Entscheidung über Beschwerden nach § 10 Abs. 4 UmwG in Verbindung mit § 293c Abs. 2 und § 320 Abs. 3 Satz 3 des Aktiengesetzes sowie nach § 293c Abs. 1 Satz 5 und § 320 Abs. 3 Satz 3 des Aktiengesetzes in Verbindung mit § 318 Abs. 5 Satz 3 des Handelsgesetzbuchs
- Entscheidung über Beschwerden nach § 10 Abs. 4 UmwG in Verbindung mit § 327c Abs. 2 Satz 4 und § 293c Abs. 2 des Aktiengesetzes und nach § 327c Abs. 2 Satz 4 in Verbindung mit § 293c Abs. 1 Satz 5 des Aktiengesetzes und § 318 Abs. 5 Satz 3 des Handelsgesetzbuchs
- Entscheidung über Beschwerden nach § 5 Abs. 5 des Einführungsgesetzes zum Aktiengesetz in Verbindung mit § 12 Abs. 1 SpruchG
- Entscheidung über Rechtssachen, für die nach § 57 Abs. 2 Satz 2, § 63 Abs. 4, §§ 83, 85 und 86 GWB die Oberlandesgerichte zuständig sind

Mit einer Verordnung im November 2020 wurde dem BayObLG zum 1. Januar 2021 auch die Entscheidung über die sofortige Beschwerde gegen Entscheidungen der Vergabekammern übertragen. Es wurde ein Vergabesenat beim BayObLG geschaffen:
- Entscheidungen über die sofortige Beschwerde gegen Entscheidungen der Vergabekammer (§ 171 Abs. 1 und 2 GWB).

## Gerichtsgebäude
Verwaltung und Zivilsenate sind in der Schleißheimer Straße 141 in München untergebracht, die Strafsenate beim jeweiligen Oberlandesgericht:
- Oberlandesgericht München, Nymphenburger Straße 16 in München
- Oberlandesgericht Bamberg, Wilhelmsplatz 1 in Bamberg
- Oberlandesgericht Nürnberg, Fürther Straße 110 in Nürnberg

Frühere Amtssitze des Bayerischen Obersten Landesgerichts in München waren ab 1848 die Alte Akademie, von 1905 bis 1935 das Neue Justizgebäude, dann ab 1948 Maria-Theresia-Straße 17, ab 1956 Lenbachplatz 7 und von 1973 bis 2006 Schleißheimer Straße 139.

## Liste der Präsidenten
| Name (Lebenszeit)                                    | Amtszeit                                |
| ---------------------------------------------------- | --------------------------------------- |
| Präsidenten des Oberappellationsgerichts             |                                         |
| Johann Kaspar Alois Graf von Larosée                 | 1. Januar 1809 – 16. September 1823     |
| Heinrich Alois Graf von Reigersberg (1770–1865)      | 1. Januar 1809 – 16. August 1810        |
| Karl Maria Rupert Graf von Arco                      | 1823 – 1832                             |
| Constantin Ludwig Freiherr von Welden (1771–1842)    | 27. Juli 1832 – 31. Oktober 1837        |
| August Graf von Rechberg und Rothenlöwen (1783–1846) | 1837 – 30. Oktober 1844                 |
| Carl Anselm Freiherr von Gumppenberg (1791–1863)     | 1. November 1844 – 31. Dezember 1854    |
| Friedrich Freiherr von Wulffen (1790–1858)           | 1. Februar 1855 – 10. April 1858        |
| Karl Bartholomäus Ritter von Lehner (1786–1877)      | 1. November 1858 – 2. Juni 1866         |
| Karl Joseph Freiherr von Kleinschrod (1797–1866)     | 29. Juni 1866 – 24. September 1866      |
| Karl Friedrich Ritter von Heintz (1802–1868)         | 17. Oktober 1866 – 16. August 1868      |
| Ludwig Ritter von Neumayr (1810–1895)                | 16. Dezember 1868 – 30. September 1879  |
| Präsidenten des Obersten Landesgerichts              |                                         |
| Ludwig Ritter von Neumayr (1810–1895)                | 1. Oktober 1879 – 30. September 1884    |
| Karl Ritter von Schebler (1818–1891)                 | 1. Oktober 1884 – 29. Juli 1891         |
| Gottfried Ritter von Schmitt (1827–1908)             | 1. November 1891 – 16. Oktober 1899     |
| Wilhelm Ritter von Heller (1838–1909)                | 16. Oktober 1899 – 10. November 1909    |
| Heinrich Ritter von Thelemann (1851–1923)            | 1. Februar 1910 – 10. Februar 1912      |
| Wilhelm Ritter von Haiß (1852–1927)                  | 1. April 1912 – 31. März 1919           |
| Karl Ritter von Unzner (1865–1929)                   | 1. April 1919 – 1. Juni 1929            |
| Gustav Müller (1871–1943)                            | 1. Juli 1929 – 31. März 1935            |
| Präsidenten des Bayerischen Obersten Landesgerichts  |                                         |
| Anton Konrad (1883–1955)                             | 1. Januar 1951 – 31. März 1954          |
| Franz Gipser (1890–1955)                             | 1. April 1954 – 5. Oktober 1955         |
| Adolf Keltsch (1897–1975)                            | 1. März 1956 – 31. März 1962            |
| Walter Rösch (1903–1977)                             | 1. Juli 1962 – 31. August 1968          |
| Ludwig Schäfer (1912–2003)                           | 1. September 1968 – 30. Juni 1977       |
| Wolfgang Schier (1918–2005)                          | 1. August 1977 – 28. Februar 1983       |
| Walter Odersky (* 1931)                              | 1. Juli 1983 – 31. Dezember 1987        |
| Gerhard Herbst (* 1928)                              | 1. Januar 1988 – 30. September 1993     |
| Horst Tilch (1935–2004)                              | 1993 – 30. Juni 2000                    |
| Peter Gummer (1940–2019)                             | 1. August 2000 – 31. Dezember 2004      |
| Hartwig Sprau (Leiter als Vizepräsident)             | 1. Januar 2005 – 30. Juni 2006          |
| Hans-Joachim Heßler (* 1958)                         | 15. September 2018 – 30. September 2021 |
| Andrea Schmidt (* 1959)                              | seit 1. Oktober 2021                    |

Besoldungsgruppe: R 8 (OLG-Präsident: R 8 oder R 9)